# Prezident
Prezident (* 8. Dezember 1984 in Wuppertal; eigentlich Viktor Alexander Bertermann) ist ein deutscher Rapper. Er kann dem Genre Conscious Rap zugeordnet werden.

## Leben
Bertermann wuchs in Wuppertal auf und begann sich im Alter von 13 Jahren für Hip-Hop zu interessieren. Damals beeinflusst von Gruppen wie Freundeskreis, Beginnern und Eins Zwo, Rappern wie Samy Deluxe oder US-amerikanischen Vorbildern wie Eminem, Nas oder Cypress Hill begann er seinen Idolen nachzueifern. Dazu legte sich Bertermann das Pseudonym EMP zu, unter dem er eine Reihe von Demos aufnahm. Aus Ermangelung eines Beat-Produzenten in der Nähe eignete er sich die notwendigen Kenntnisse selbst an. Später wurde er von Fella Oner unterstützt. Seine ersten Gehversuche sind im Battlerap zu verorten. Das letzte Demo erschien 2004 als EMP Cripz, danach machte er eine Kehrtwende.
Inspiriert von literarischen Vorbildern wie Franz Kafka, Ernest Hemingway, Marquis de Sade, Michel Foucault, Pierre Bourdieu und ganz besonders Charles Bukowski änderte er sein Pseudonym in Prezident und begann hintergründige Themen zu bearbeiten. Parallel dazu absolvierte er an der Bergischen Universität Wuppertal sein Lehramtsstudium in Germanistik und Geschichte. Seine Musik bezeichnete er ab diesem Zeitpunkt als „Whiskeyrap“. Folgerichtig bezeichnet er sich in seinem ersten Track für einen Hiphop.de-Sampler als Hip Hop Hemingway. 2006 erschien seine Mixtape-EP Musik zum aus dem Fenster springen, klar beeinflusst von Bukowskis Gedichtband Gedichte, die einer schrieb, bevor er im 8. Stock aus dem Fenster sprang. Anschließend erschien sein Mixtape Vom Mann In Reno, wiederum eine Anspielung auf Bukowski und dessen Ich erschoss einen Mann in Reno und andere unvorsichtige Angaben zur Person. 2007 folgte das Mixtape Verdammt nah am Unaussprechlichen.
2008 folgte der Kleine Katechismus, der mit seinen minimalistischen, am Industrial angelehnten Beats für Furore sorgte. 2010 erschien schließlich sein Debütalbum Neueste Erkenntnisse vom absteigenden Ast. Es folgte 2013 Kunst ist eine besitzergreifende Geliebte über sein eigenes Label Whiskeyrap. Es folgte eine Kollaboration mit seinen Schützlingen von Kamikazes namens Leiden oder Langeweile. Immer noch eher im Untergrund verortet, folgte 2016 das Album Limbus, das überraschenderweise Platz 13 der deutschen Albumcharts erreichte. 2018 folgte das Album Du hast mich schon verstanden und Anfang 2020 veröffentlichte er Alles ist voll von Göttern, welches Platz 7 in den deutschen Albumcharts erreichte. Ende 2021 folgte das Album Gesunder Eskapismus. Das Album wurde von Dani Fromm insgesamt als gelungen bewertet.

## Diskografie

### Alben
- 2008: Kleiner Katechismus (Whiskeyrap.de)
- 2010: Neueste Erkenntnisse vom absteigenden Ast (Whiskeyrap.de)
- 2013: Kunst ist eine besitzergreifende Geliebte (Whiskeyrap.de)
- 2016: Limbus (Whiskeyrap.de/Vinyl Digital, auch als Vierfach-CD: Der erweiterte Limbus)
- 2018: Du hast mich schon verstanden (Whiskeyrap.de)
- 2020: Alles ist voll von Göttern (Vinyl Digital)
- 2021: Gesunder Eskapismus (Vinyl Digital)
- 2024: Rabatz

### EPs
- 2010: Zehnte (Whiskeyrap.de)
- 2013: Querschläger (Whiskeyrap.de)
- 2013: …und immer noch nicht nach Berlin gezogen (Whiskeyrap.de)
- 2015: Handfeste (Whiskeyrap.de)
- 2019: Interesseloses Mißfallen (Whiskeyrap.de)
- 2019: Zahnfleischbluter Prezi Blues (Whiskeyrap.de/Vinyl Digital)
- 2019: Interesseloses Mißfallen 2

### Mixtapes
- 2006: Musik zum aus dem Fenster spring’ (Minimixtape, Whiskeyrap.de)
- 2007: Vom Mann in Reno (Minimixtape, Whiskeyrap.de)
- 2007: Verdammt nah am Unaussprechlichen (Minimixtape, Whiskeyrap.de)
- 2008: Alice (Whiskeyrap.de)
- 2016: Querschläger 2: Kingtsugi (Whiskeyrap.de)
- 2019: Querschläger 3 (Whiskeyrap.de)

### Kollaborationen
- 2013: Colonel Kurtz (Mit Dubios, EP, Whiskeyrap.de)
- 2016: Leiden oder Langeweile (mit Kamikazes, EP/12’’, Whiskeyrap.de/Vinyl Digital)